# Bernard Chocarne
Pour les articles homonymes, voir Chocarne.
 (juin 2017).
Le Père Bernard Chocarne, né Pierre Alphonse Chocarne à Dijon, 4 avril 1826 et mort à Corbara (Haute-Corse) le 5 décembre 1895, est un prêtre catholique français de l'ordre des dominicains ayant vécu au XIXe siècle.

## Biographie
Il est le frère de l'abbé Victor Chocarne et l'oncle de Paul Chocarne-Moreau.
Il entre chez les dominicains en 1849, à Flavigny. Il fait sa profession solennelle l'année suivante, avant de recevoir l'ordination sacerdotale en 1851.
Le Père Chocarne est prieur des couvents de Paris de 1857 à 1860, de Bordeaux de 1865 à 1867, puis de Nancy de 1870 à 1871. Il est prieur provincial de France de 1871 à 1875, puis de 1879 à 1883.
Le samedi 5 octobre 1872, à l'occasion de la toute première Manifestation de foi et d'espérance de la France à Lourdes (« Pèlerinage des bannières »), il donne le discours concluant les vêpres et la procession.
Il séjourne quelques années aux États-Unis et au Canada, en vue d'y développer la présence des Dominicains.
Il est le refondateur du Couvent du Saint-Sacrement (aujourd'hui de l'Annonciation) en 1874, situé au no 222 de la rue du Faubourg-Saint-Honoré, à Paris.
En 1876, il apporte son aide à son frère l'abbé Chocarne et à Marguerite de Blic pour fonder la congrégation des petites sœurs dominicaines garde-malades des pauvres à Beaune. Plusieurs couvents seront créés à Paris et en province, la maison mère de la congrégation est quant à elle installée aujourd'hui à Saint-Jean-de-la-Ruelle près d'Orléans, ville où le noviciat occupa la maison de Jeanne d’Arc.
Il devient maître en sacrée théologie en 1889.

## Publications
- Le R. P. H.-D. Lacordaire, de l'ordre des Frères-Prêcheurs, Paris (treize éditions : 1866, 1873, 1879, 1880, 1887, 1894, 1905, 1912, 1923, 1928)
- Saint Thomas d'Aquin et l'encyclique Aeterni patris de S. S. le pape Léon XIII, par le R. P. Chocarne, Paris : Poussielgue frères, 1884
- Les Sœurs prêcheresses, discours prononcé pour la bénédiction du couvent de N.-D. du Saint-Rosaire à Billancourt, le 2 juillet 1888, Gonzalve Vallée, Paris : bureaux de L'Année dominicaine, 1888